# 比尤拉 (密蘇里州)
比尤拉（英語：Beulah）是位於美國密蘇里州費爾普斯縣的非建制地區。

## 歷史
比尤拉的郵局於1886年設立，其後於1995年停運。

## 地理
比尤拉所處的海拔為高於海平面344米（即1129英呎），而該地所採用的時區為UTC-6，即北美中部時區（CST）。同時該地設有夏令時間，為UTC-6調快一小時，即UTC-5（CDT）。